# BLESS (メガマソの曲)
『BLESS』は、日本のヴィジュアル系ロックバンドであるメガマソが2009年3月25日にリリースした通算5枚目のシングルである。

## 販売形態
- BLESS 初回限定盤（CD＋DVD）
- BLESS 通常盤（CD）

## 収録曲

### 初回限定盤
1. BLESS
  - 作詞・作曲：涼平
  - メガマソとしては初めてのバラードのシングルタイトル曲[1]。
2. 肌色
  - 作詞・作曲：涼平
  - 当初、BLESSのカップリング曲にはこの曲と「howling fragment」の2曲が候補に上がっていたが、最終的にこの曲が選ばれ、後者はアルバム「SWEET SWITCH」へ収録されたという経緯を持つ[2]。

- DVD
  - PV 「BLESS」

### 通常盤
1. BLESS
2. 肌色
3. 機械化人マディソンの友達 
  - 作詞・作曲：涼平
  - CDのレーベル面には「機会化人マディソンの友達」と誤植されて印刷されている。